# Doryctes costaricensis
Doryctes costaricensis är en stekelart som beskrevs av Marsh 2002. Doryctes costaricensis ingår i släktet Doryctes och familjen bracksteklar. Inga underarter finns listade i Catalogue of Life.